# Автошлях Т 1623
Автошля́х Т 1623 — автомобільний шлях територіального значення в Одеській області. Проходить територією Ананьївського, Любашівського, Миколаївського та Березівського районів через Ананьїв — Березівку — Вікторівку. Загальна довжина — 101,4 км.

## Маршрут
Автошлях проходить через такі населені пункти:
| Автошлях Т 1623       |                  |
| Одеська область       |                  |
| Ананьївський район    |                  |
| Ананьїв               | Р71Т 1612E584М13 |
| Шелехове              |                  |
| Любашівський район    |                  |
| Шайтанка              |                  |
| Троїцьке              | E95М05           |
| Новотроїцьке          |                  |
| Покровка              |                  |
| Миколаївський район   |                  |
| Левадівка             |                  |
| Чернове               |                  |
| Добриднівка           |                  |
| Ісаєве                |                  |
| Скосарівка            |                  |
| Богданівка            |                  |
| Стрюкове              | Т 1613           |
| Петрівка              |                  |
| Сиротинка             |                  |
| Березівський район    |                  |
| Михайло-Олександрівка |                  |
| Виноград              |                  |
| Заводівка             |                  |
| Березівка             | Т 1615           |
| Вікторівка            | Р55              |